# CITY

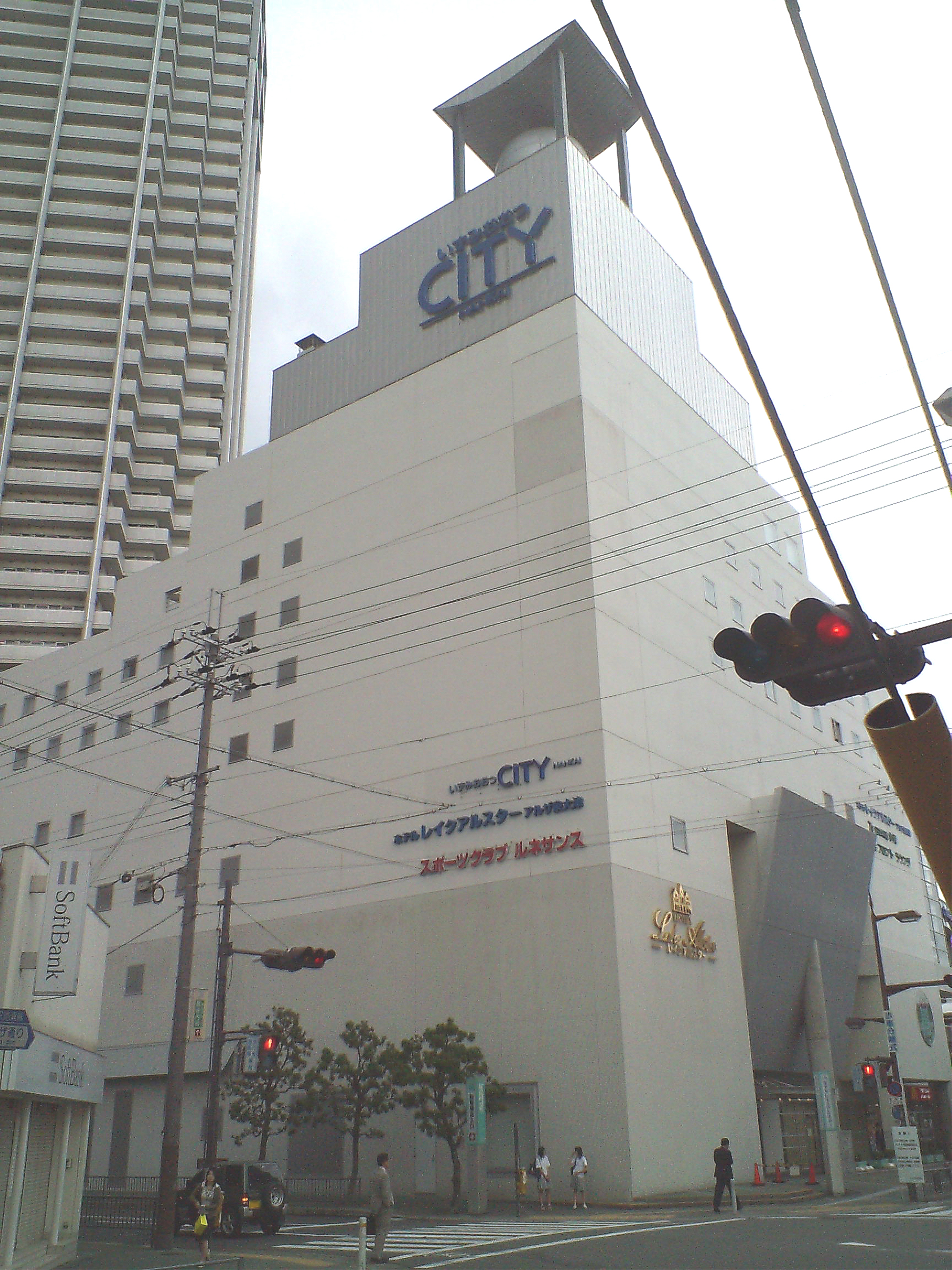
縦に並べたロゴ（屋上建家）と横に並べたロゴ（3階）

CITY（シティ）は、南海グループのショッピングセンターブランドである。
大阪府に直営2店がある。1978年、南海難波駅に併設された『なんばCITY』としてスタートした。

## ロゴ・名称
長方形を3つ放射状に並べた「Y」の字を持つ青いロゴが特徴的である。
所在地名は「なんば」のように平仮名で表され、ロゴでは「CITY」の上または左に小さく添えられる。直営店では下または右に小さく「NANKAI」と添えられることもある（下に添える場合は間に横棒が入る）。
閉店時には資本関係の無かった『とくしまCITY』も閉店まで同じロゴを使っていた。ただし南海出資撤退後は「NANKAI」の文字はなかった。

## 施設一覧

### 現在
| 名称             | 所在地                       | 最寄駅       | 開業          | 運営会社     | 資本系列 | 備考 |
| ---------------- | ---------------------------- | ------------ | ------------- | ------------ | -------- | ---- |
| なんばCITY       | 大阪府大阪市浪速区難波5-1-60 | 南海難波駅   | 1978年11月    | 南海電気鉄道 | 南海     |      |
| いずみおおつCITY | 大阪府泉大津市旭町18-3       | 南海泉大津駅 | 1994年9月30日 | 南海電気鉄道 | 南海     |      |

### 過去
| 名称           | 所在地                            | 最寄駅         | 営業期間                     | 運営会社               | 資本系列 | 備考 |
| -------------- | --------------------------------- | -------------- | ---------------------------- | ---------------------- | -------- | --- |
| とくしまCITY   | 徳島県徳島市寺島本町東3-8         | JR徳島駅       | 1972年9月 - 2013年7月21日    | 徳島シティビルディング | 濱口商店 | 現地の濱口商店との共同出資により「南海ショッピングセンター」としてオープン。 1983年3月18日、「とくしまCITY」としてリニューアル。 資本としては一度南海100%出資となったが、 その後南海の経営撤退により濱口商店100%出資となっていた。 2013年7月に閉店し、1Fテナントの『徳バス観光サービス』は8月20日まで営業継続後、完全閉店した。 |
| しんかなCITY   | 大阪府堺市北区新金岡町5-1-1       | 地下鉄新金岡駅 | 1992年9月2日 - 2012年3月31日 | 南海電気鉄道           | 南海     | 跡地建物は、大和ハウスグループのショッピングセンター「フレスポしんかな」となっている。 |
| てんのうじCITY | 大阪府大阪市天王寺区悲田院町10-39 | JR天王寺駅     | 1995年9月14日                | 天王寺ターミナルビル   | JR西日本 | 当初「てんのうじCITY」として計画されていたが、バブル期による工費の高騰から南海が撤退。CITYの名称が外れ、JR西日本グループ主体（当時南海は第2株主）の「天王寺ミオ」としてオープン。 |

## 年表
- 1978年（昭和53年）11月 - 『なんばCITY』がオープン。当時、南海グループは流通業を手掛けたことがなくノウハウが乏しかったことから、西武流通グループ（当時）から全面的な支援を受けた。
- 1983年（昭和58年）3月18日 - 南海ショッピングセンターが『とくしまCITY』にリニューアルオープン。
- 1992年（平成4年）9月2日 - 『しんかなCITY』がオープン。
- 1994年（平成6年）9月30日 - 『いずみおおつCITY』がオープン。
- 1995年（平成7年）9月14日 - 『天王寺ミオ』（旧：てんのうじCITY）がオープン。
- 2004年（平成16年）
  - 5月10日 - 南海電気鉄道から南海都市創造が分割。
  - 9月30日 - 南海電気鉄道がとくしまCITYの運営会社（当時）南海徳島ビルディングの株式を濱口商店に売却し、グループ離脱。
- 2005年（平成17年）4月1日 - CITY（『とくしまCITY』を除く）の運営が南海都市創造に吸収分割。
- 2008年（平成20年）10月 - 南海電気鉄道が天王寺ミオの運営会社（当時）天王寺ターミナルビルの株式をJR西日本に売却し、グループ離脱。
- 2010年（平成22年）10月1日 - 南海都市創造が南海電気鉄道に吸収合併。CITY（『とくしまCITY』を除く）の運営が南海電気鉄道へ。
- 2012年（平成24年）3月31日 - 『しんかなCITY』が閉店。
- 2013年（平成25年）
  - 7月21日 - 『とくしまCITY』が閉店（徳バス観光サービスの高速バスセンター除く）。
  - 8月20日 - 『とくしまCITY』が完全閉店。